# Asura pseudojosiodes
Asura pseudojosiodes är en fjärilsart som beskrevs av Rothschild 1913. Asura pseudojosiodes ingår i släktet Asura och familjen björnspinnare. Inga underarter finns listade i Catalogue of Life.